# 加藤省吾 (演出家)
加藤 省吾（かとう しょうご、1942年7月11日 - 2019年4月30日）は、愛知県名古屋市出身の演出家である。

## 略歴
1942年7月11日、愛知県名古屋市で生まれる。
愛知県立中村高等学校を卒業し、慶應義塾大学文学部英文科に在籍中にアメリカの演劇に興味を持ち、ユージン・オニールを卒業論文に選ぶ。大学卒業後の1966年に劇団新舞台に入団し、フランツ・カフカ原作アンドレ・ジイド脚色の「審判」、ペーター・ヴァイスの「マラー/サド」、エドワード・オールビーの「動物園物語」等、主に海外作品の翻訳・演出を担当するも意図せぬ内容、台詞の変更等により限界を感じ、同じ思いをする仲間と「ステージ67」を創立し、カフェ、区民会館、ガレージ等で新しい作品を発表した。ウィリアム・ハンレー作「屠殺場のスローダンス」の訳・演出で集客に失敗し負債を抱えた後、アメリカ留学の機会を掴み、1968年にニューヨーク大学演劇科に留学、アクターズ・スタジオ、シェイクスピア・フェスティバルに参加。また、ニューヨーク在住中、ステージマネージャーとしてエドワード・ボンド作「奥の細道」、ジャン＝カルロ・メノッティ作「ブリーカー街の聖人」、その他「羅生門」「マダム・バタフライ」等の上演を手がけた。
1979年に帰国。翌年、たかべしげこの一人芝居「マルガリーダ先生の方式」（名演会館プロデュース公演）の訳・演出で名古屋にて国内デビューする。また、学生演劇にも力を注ぎ、名古屋地区大学英語劇委員会（NTC）の演劇フェスティバルの審査員・講演会・演劇研修会を行い、大学生の英語劇の質の向上を目指すと共に一般大衆への演劇の普及に努め制作に乗り出す。
1980年の第21回名古屋地区英語劇委員会のドラマ・フェスティバルの最優秀作「LUV」を再プロデュースし、一般公演する。
オペラにも造詣が深く、劇座プロデュース・たかべしげこ主演のウィリアム・ルース作の「リリアン」（1988年7月初演）を演出し好評を得た。毎日新聞では80年代名古屋の舞台ベスト1に選出されている。以降この作品は2度の東京公演を含め度々上演され、NHKでの舞台中継もされた。演出舞台の主演には、女優たかべしげこを多く起用し、第25回紀伊國屋演劇賞個人賞などの多数の受賞歴に繋がった。。
晩年には、社会福祉法人愛知いのちの電話協会の事務局長を務め、多くの人の命に寄り添うと共に、金城学院大学での小津安二郎講座の講師を務め、2018年5月台湾台北市で十四山村日本語塾主催の日本文化講座で小津安二郎の東京物語に関して小津監督や俳優に関する講演を行った。

## 主な演出作品
- 1980年、1983年 『マルガリータ先生の方式』Miss Margarida's Way by Roberto Athayde.（名演小劇場）翻訳・演出[4]。
- 1981年4月　『LUV by MURRAY SCHISGAL』（名演小劇場）製作・演出[5]。
- 1982年3月　『SLY FOX（悪賢いキツネ）』Sly Fox by Larry Gelbart.（愛知県中小企業センターホール）製作・演出[6][7]。
- 1982年10月 『シスター・シティ・フェア・名古屋'82』（吹上ホール）演出
- 1983年3月　『エミリィ・ディキンスン―アマーストの美女』The Belle of Amherst by William Luce.（ララピア21）製作・演出
- 1983年5月　『チャーリー・ブラウン』You're a Good Man,Charlie Brown,Musical.（ララピア21）製作・演出
- 1983年11月 『西洋の誘惑』（フランス国営放送）日本人男性役で出演[8]。
- 1984年3月　『ゴッドスペル』Godspell,Musical.（ララピア21）製作・演出[9]。
- 1984年3月　『バナナ売り』The Pushcart Peddlers by Murray Schisgal.（ララピア21）製作・演出
- 1984年9月　『ヴァニティーズ』Vanities by Jack Heifner（ララピア21）製作・翻訳・演出
- 1984年10月 『ふれあいフェスティバル』（名古屋国際センター）演出
- 1986年7月　『サウンド・オブ・ミュージック』招聘交渉
- 1987年3月　『世界デザイン博覧会』（愛知県名古屋市）招聘交渉
- 1987年6月　『羅生門』Outrage by Michael and Fay Kanin.（名古屋市教育センター）製作・演出
- 1997年7月　『黄昏』（中村文化小劇場）監修・演出[10]。